# Hippity Hop
 (octobre 2022).
Albums de EXID
Ah Yeah
(2015)
Singles
1. I Feel Good
Sortie : 13 août 2012

Hippity Hop est le premier mini-album du girl group sud-coréen EXID. Il est sorti le 13 août 2012 avec le titre principal, "I Feel Good", qui a été écrit et produit par Shinsadong Tiger.

## Promotion
Afin de promouvoir l'album, les EXID interprètent le titre-principal sur différents programmes de classement musicaux. Les promotions pour "I Feel Good" commencent le 17 août 2012, au Music Bank de KBS.

## Liste des titres
| Liste des titres | Liste des titres                                 | Liste des titres                    | Liste des titres                | Liste des titres | Liste des titres | Liste des titres | Liste des titres | Liste des titres | Liste des titres |
| No               | Titre                                            | Auteur                              | Producteur(s)                   | Durée            |                  |                  |                  |                  |                  |
| ---------------- | ------------------------------------------------ | ----------------------------------- | ------------------------------- | ---------------- | ---------------- | ---------------- | ---------------- | ---------------- | ---------------- |
| 1.               | Hana Bodan Dul (하나 보단 둘; "Better Together") | Ji-in, Won-taek, LE                 | Ji-in, Won-taek                 | 3:55             |                  |                  |                  |                  |                  |
| 2.               | I Feel Good                                      | Rado, Ye-Yo, LE                     | Rado, Ye-Yo                     | 3:28             |                  |                  |                  |                  |                  |
| 3.               | Jeonhwabel (전화벨; Call)                        | LE                                  | Shinsadong Tiger, LE            | 3:52             |                  |                  |                  |                  |                  |
| 4.               | Think About                                      | Joker, Kim Tae-joo, LE              | Joker, Kim Tae-joo              | 3:43             |                  |                  |                  |                  |                  |
| 5.               | Whoz That Girl (Part 2)                          | Shinsadong Tiger, Choi Gyu-sung, LE | Shinsadong Tiger, Choi Gyu-sung | 3:46             |                  |                  |                  |                  |                  |
| 6.               | I Feel Good (R.Tee Remix)                        | Rado, Ye-Yo, LE                     | Rado, Ye-Yo                     | 5:00             |                  |                  |                  |                  |                  |
| 22:24            |                                                  |                                     |                                 |                  |                  |                  |                  |                  |                  |

## Classement
| Classement       | Meilleure position |
| ---------------- | ------------------ |
| Gaon Album Chart | 13                 |

### Ventes
| Classement          | Quantité      |
| ------------------- | ------------- |
| Gaon physical sales | Plus de 1 500 |